# Instytut Bronisława Komorowskiego
Fundacja „Instytut Bronisława Komorowskiego” – polska organizacja pozarządowa, założona w 2015 przez byłego Prezydenta RP Bronisława Komorowskiego.

## Działalność
Sądowa rejestracja Fundacji nastąpiła 14 sierpnia 2015. Instytut zainaugurował działalność 15 stycznia 2016. W lutym 2025 został wykreślony z rejestru stowarzyszeń.
Do zadań Fundacji należy m.in. wspieranie działań na rzecz zwiększenia bezpieczeństwa w Polsce i w Europie w wymiarze politycznym, militarnym, gospodarczym oraz społecznym.
W ramach Fundacji działa jej Rada wraz z radą programową.

## Władze Instytutu

### Prezesi
1. Sławomir Rybicki (2015–2018)
2. Krzysztof Łaszkiewicz (od 2018)

### Zastępca Prezesa
1. Paweł Lisiewicz (2015–2016)

### Dyrektor Biura
1. Anna Radwan-Röhrenschef (2015–2016)[6]

### Przewodniczący Rady
1. Jan Dworak (od 2018)[7][8]